# Tótsóvár

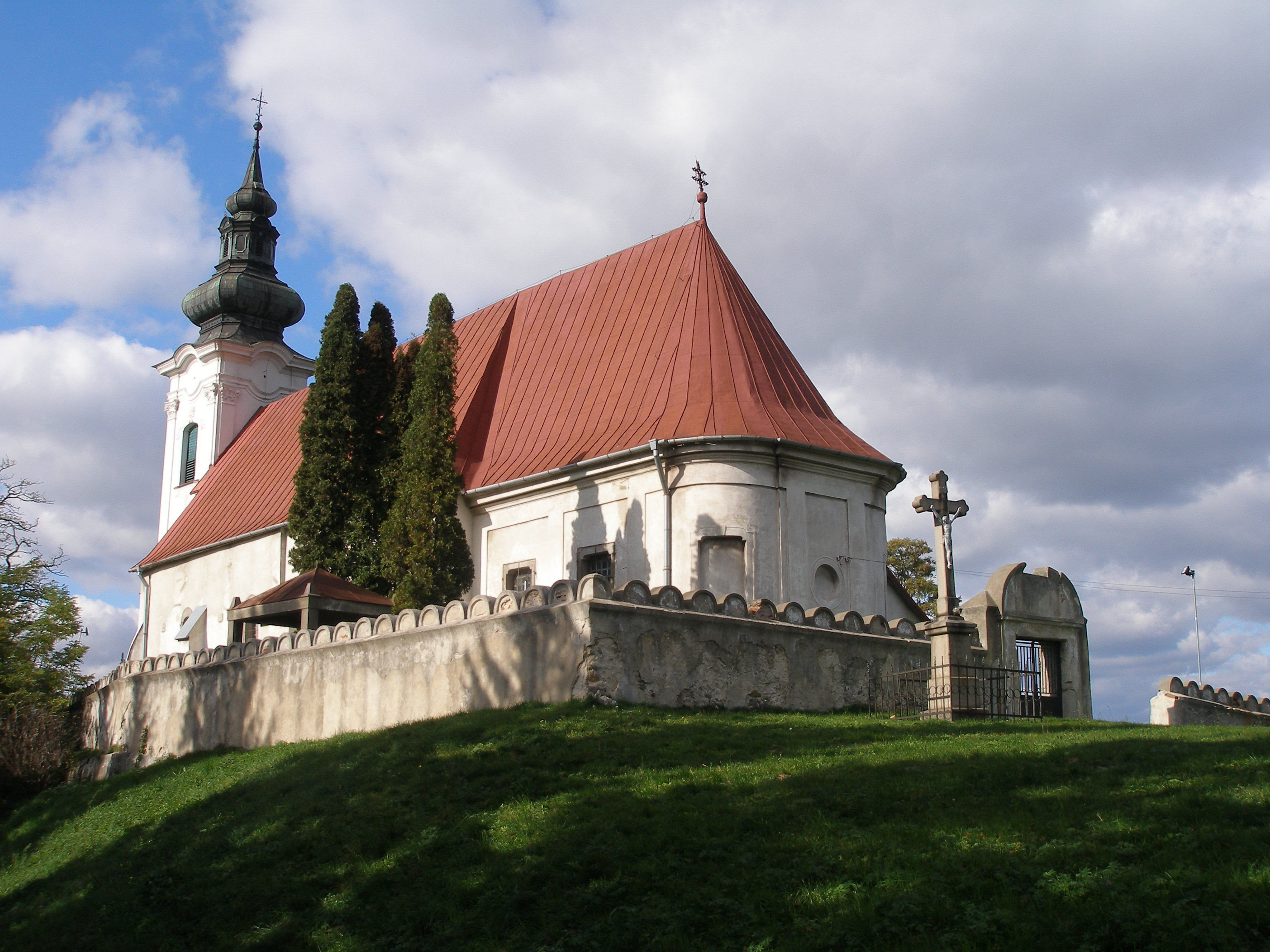
Szent István király templom

Tótsóvár (szlovákul: Solivar, németül: Salzburg) korábban önálló község, ma Eperjes városrésze Szlovákiában, az Eperjesi kerület Eperjesi járásában.

## Fekvése
Eperjes központjától 2 km-re délkeletre fekszik.

## Története
Tótsóvár területén már a középkorban is voltak sóforrások, amelyekből sót állítottak elő. A települést a 13. században alapították, első írásos említése IV. Béla király 1262-ben kelt okleveléből való. 1285-ben IV. László király a sóforrásokat és környéküket a Sós családnak adja. Szent István király tiszteletére szentelt templomát az 1332-es pápai tizedjegyzék már említi. Ezt 1413-ban sóvári Soós György gótikus stílusban építtette át. Erről a mai plébániatemplomon emléktábla emlékezik meg. A területen 1572-ben kezdődött az iparszerű sóbányászat, melynek az 1752. február 22-re virradó éjszaka bekövetkezett elöntés vetett véget. Mivel a talajvíz elárasztotta a hagyományosan kialakított bányákat, a régi módszerrel a kitermelést nem lehetett folytatni. A korábbi bánya ugyanis egy nagy földalatti sótóvá alakult. Az új módszer a sólé ökrökkel és lovakkal hajtott szivattyúkkal bőrzsákokban történő felszínre hozása volt. A sósűrítmény 5-7 hektoliteres bőrzsákokba gyűjtve került feldolgozásra. Az üzemet 1785-től a bécsi császári és királyi kamara igazgatása alá rendelték.
A 18. század végén Vályi András így ír róla: „SÓVÁR. Hajdani Vár, és tót falu Sáros Várm. földes Ura a’ Kir. Kamara. Nevezetesíttetett a’ többek között hajdan, midőn Miczbán Simonnak birtoka vala, kitől Hitvesének 1222-dikben hét fija született egyszerre, ’s ezekből híres Nemzetségek lettek; lakosai katolikusok, fekszik Eperjeshez 1/4 mértföldnyire; sós vize, és sót főző kir. művháza is nevezetesíti; k. sóháza, és ispotállya is van; földgye középszerű, fája, réttye, legelője van, keresetre is jó módgyok.”
Fényes Elek 1851-ben kiadott geográfiai szótárában így ír a faluról: „Sóvár, tót-német m. v. Sáros vmegyében Eperjeshez délnyugotra 1/2 mfdnyire: 2461 r., 120 g. kath., 104 evang. lakos. Eloszlik tulajdonképen Sóvárra, Sóbányára, és Sváb utczára. Van itt 3 kath. templom, egy plébánia, nagy urasági magtár, sör-pálinkaföző és kávéház. De legnagyobb nevezetessége sófőző-intézetében áll, 1575 körül legelőször fedeztetett itt fel kősó, s későbben bánya-üreg miveltetett, hanem jelenleg csak a Leopold nevű van folyamatban. A sósviz ökörbőrbül készült tömlőkkel huzatik-fel, s csatornák segedelmével az itten lévő 6 medenczébe (cisterna), s innen a főzőházakba s kazánokba vezettetik. Az évenkénti sónyereség 101,000 mázsára megyen, s a főzőházaknál 110 ember, a sóshordók készitésével 24 bodnár dolgozik, ezenkivül különböző munkákra 20 rendes cseléd szolgál, ide nem értvén a számos sóstiszteket, kikre egy fő-felügyelő vigyáz fel. Sóvárhoz, mint só-kamarai jószághoz 5 falu tartozik, u. m. Gulviz, Kakasfalva, Ábránfalva, Erdőcske, és Sós-Ujfalu. Ezeknek erdősséggel 10,485 holdra terjednek, mellyekhez későbben t. i. 1797-ben még 397 7/12 hold járult. Elosztatnak 100 vágásra, s évenkint 3500 öl fát szolgáltatnak. Fő fanemek: vörös bikk, és tölgy, sokkal kevesebb nyír, juhar, kőris, nyár, cser, hárs, cseresznye, alma, körte, továbbá vetett öreg és topolya fenyő, stb. A sóvári hegylánczban találtatik vasércz, különféle kövek, u. m. olivin, félopát, opáljasbis, hegykristály, obsidian, gyöngykő, kavacs, kvarcz, márga, basalt, homokkő, kovacs, stb.; valamint a sósvizben (Sohle) is találtak mészföldet, sósavanyos mészt, szénsavanyos vasat és meszet, meglehetős mennyiségű kavicsfölddel. Sóvárnak eredetét némellyek Árpád idejénél előbbre teszik. 1285-ben László király a fiatal gróf Miczbán Györgynek ajándékozta Sópatak és Detre falukkal együtt, azon vitézségéért, mellyet az Ottokár, Tatárok és Conrad elleni háborukban kimutatott, s megengedte hogy ide várat épitsen; és ugyan ennek következtében Miczbán Sós de Sóvár nevet vett fel magának, s maradéki mind e mai napig ezt viselik. A többi hat testvérjétől pedig e következő nemzetségek szakadnak le: Csapy, Bocskay, Szörley, Ráskay, Eszényi, Kövesdy. 1525-ben az eperjesi polgárok foglalták el e várat, de 1528-ban királyi parancsolatnál fogva a Sós nemzetségnek visszaeresztették. Fels a Zápolyiaktól elvévén, Ferdinand 5521 ftért Eperjesnek zálogositá el. De később a posoni és beszterczebányai országgyüléseken, visszaadatása rendeltetett. Végre Vernherr császári vezér 1517-ben lerontotta.”
A trianoni diktátumig Sáros vármegye Eperjesi járásához tartozott.
1960-ban Németsóvárral és Sóbányával egyesítve alkotta Sóvár községet. 1970-ben Sóvárral együtt Eperjes része lett.

## Népessége
1880-ban 1307-en lakták, ebből 34 magyar és 1059 szlovák anyanyelvű.
1890-ben 1420 lakosából 87 magyar és 1157 szlovák anyanyelvű volt.
1900-ban 1472-en lakták: 147 magyar és 1261 szlovák anyanyelvű.
1910-ben 1373-an lakták, ebből 208 magyar és 1101 szlovák anyanyelvű.
1921-ben 1336 lakosából 31 magyar és 1213 csehszlovák volt.
1930-ban 1613-an lakták: 21 magyar, 25 zsidó és 1515 csehszlovák. Ebből 1348 római katolikus, 106 evangélikus, 94 görög katolikus, 52 izraelita és 2 református volt.

## Nevezetességei
- A Szentháromság tiszteletére szentelt római katolikus plébániatemploma 1757-ben épült.
- A Szent István király tiszteletére szentelt római katolikus temploma 1332-ben már állt. Szent Istvánnak, Szent Lászlónak és Szent Imrének szentelt oltárai 1730-ban készültek.
- A régi szivattyúk egyike a Leopold akna felett máig megmaradt és a látogatók számára megtekinthető.
- A volt sóraktár, sólétároló, főzőüzem és kerepelő épületei.

## Neves személyek
- Itt született 1880-ban Gejza Fritz jogász, politikus.
- Itt született 1895. június 28-án Merényi Oszkár irodalomtörténész.
- Itt dolgozott Vajda László (1890–1986) magyar botanikus.
- Itt élt Zlata Čilinská régész.

## Külső hivatkozások
- A plébánia honlapja
- A sóbánya története
- Tótsóvár Szlovákia térképén

## Lásd még
- Eperjes
- Alsósebes
- Németsóvár
- Sebeskellemes
- Sebessalgó
- Sóbánya